# Mémorial de l'Escadrille La Fayette
Le mémorial de l'Escadrille La Fayette est un monument érigé en mémoire des aviateurs américains volontaires de l'Escadrille La Fayette engagés durant la Première Guerre mondiale. Il se trouve dans le parc de Villeneuve-l'Étang à Marnes-la-Coquette (Hauts-de-Seine), en région parisienne.

## Contexte
Ces aviateurs sont les premiers pilotes de combat des États-Unis. Parmi les 180 pilotes de l'Escadrille La Fayette, 68 sont morts au combat durant la guerre.

## Historique
Construit de 1926 à 1928 sous la direction de l'architecte Alexandre Marcel, il est inauguré le 4 juillet 1928, jour de la fête nationale américaine en présence notamment de Ferdinand Foch et de Paul Doumer.

## Description
Ce monument est constitué d'un « arc monumental » doté de deux grandes ailes, faisant face à un bassin. Des vitraux représentent certains combats aériens de la guerre. Les noms des aviateurs sont gravés sur l'arc. Une crypte souterraine contient les restes de 49 aviateurs tués au combat.
Après des difficultés pécuniaires pour assurer l'entretien du monument dans les années 1990, une convention de partenariat a été signée en avril 2012 entre la France et les États-Unis, pour assurer la restauration du mémorial.

## Divers
Parmi les aviateurs qui y sont inhumés figurent l'as Raoul Gervais Lufbery (1885-1918) et le général Brocard (1885-1950).
Le 6 juin 1932, Amelia Earhart, quelques jours après être devenue la première femme aviatrice à traverser l'Atlantique en solitaire, y déposa une gerbe.
Une fondation, établie en 1930, se consacre à ce mémorial.

## Galerie

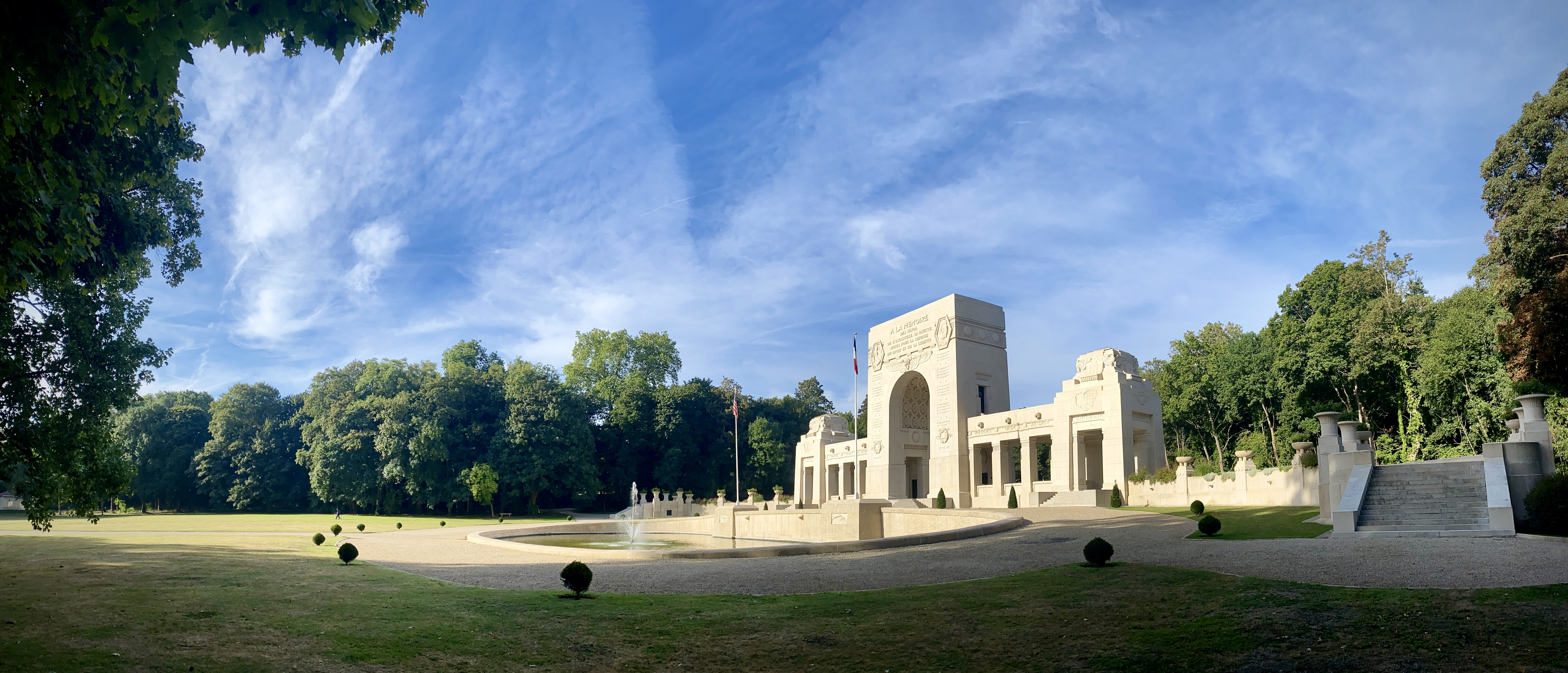
Vue globale (de côté) du mémorial.
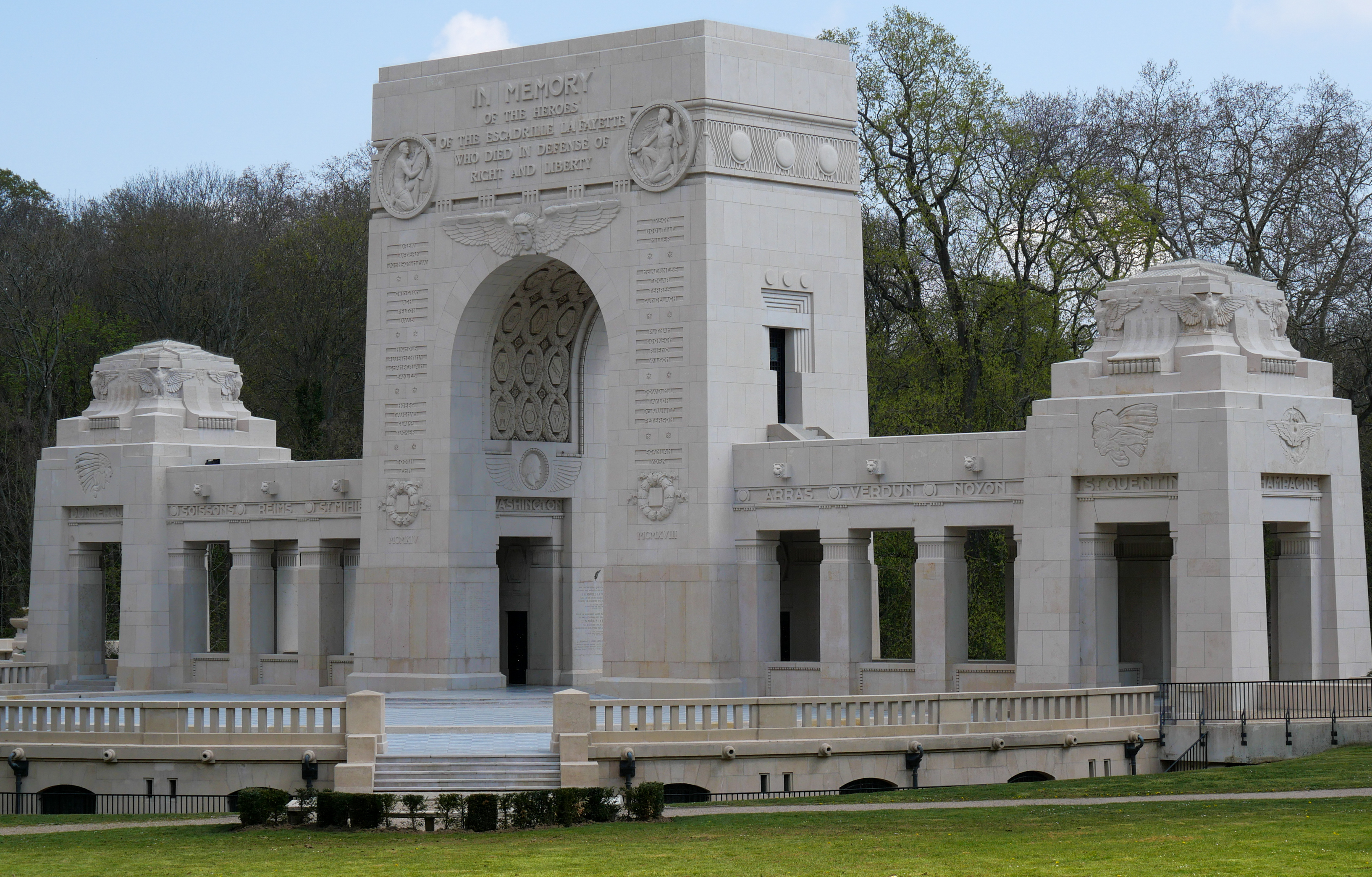
Vue globale du mémorial.
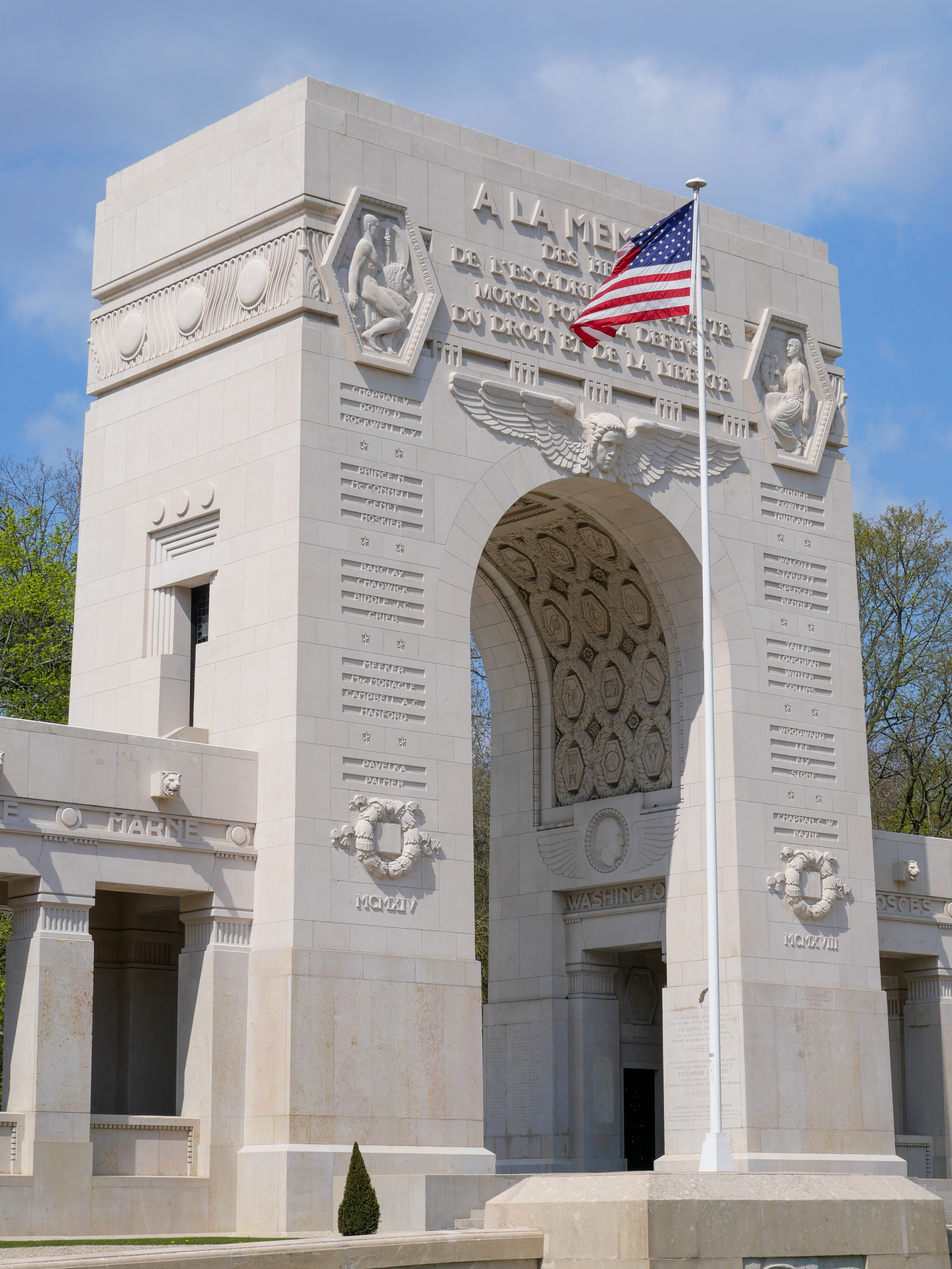
Arc vu de côté.
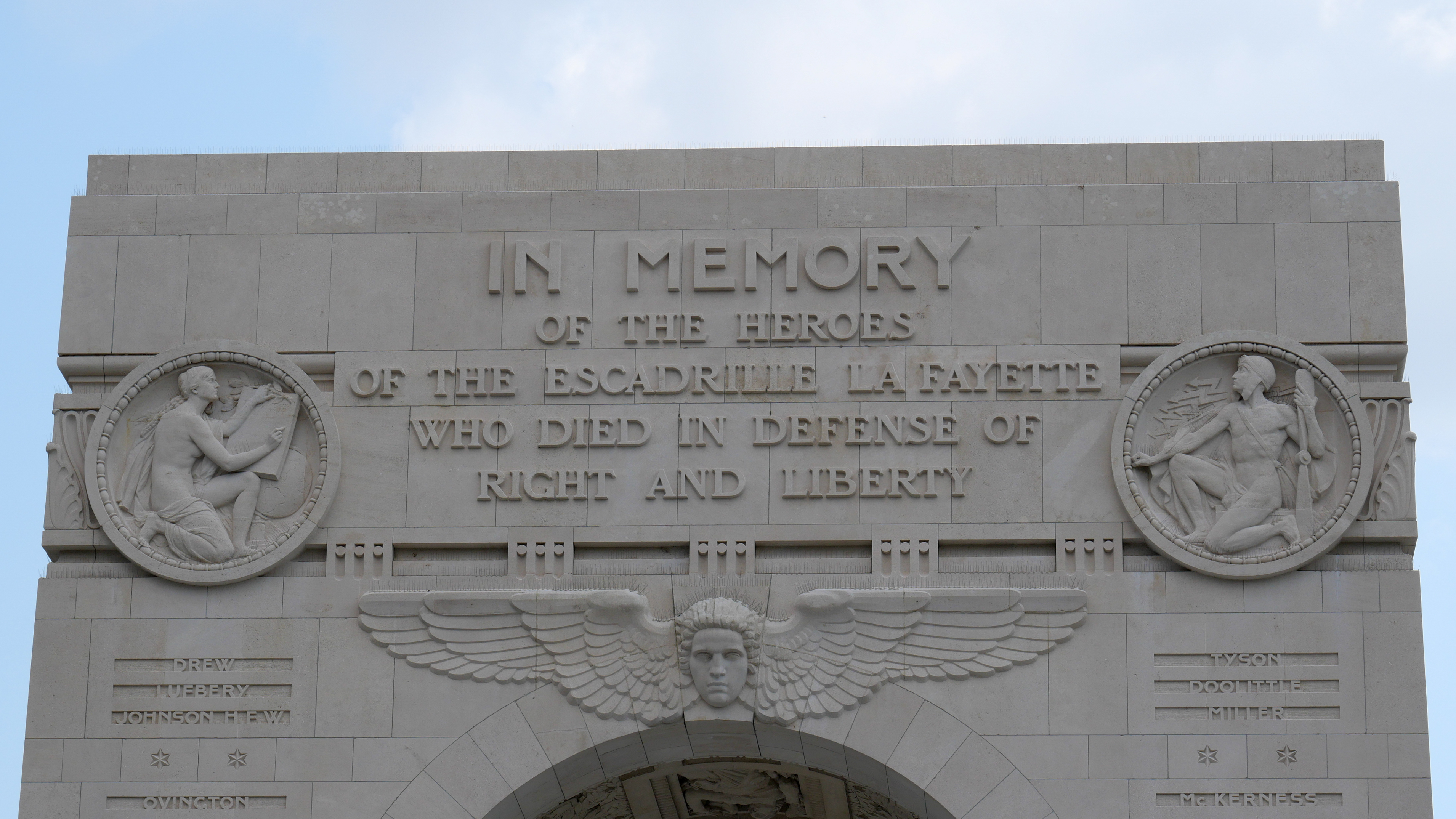
Vue détaillée du texte écrit sur l'arc.